# Distretto di Çobanlar
Il distretto di Çobanlar (in turco Çobanlar ilçesi) è uno dei distretti della provincia di Afyonkarahisar, in Turchia.